# سيث نيدرماير
سيث هنري نيدرماير (16 سبتمبر 1907-29 يناير 1988) كان فيزيائيًا أمريكيًا شارك في اكتشاف الميوون، ثم دافع لاحقًا عن سلاح نووي من نوع الانضغاط الداخلي أثناء العمل في مشروع مانهاتن في مختبر لوس ألاموس خلال الحرب العالمية الثانية.